# WOW (大西順子のアルバム)
『WOW』（ワウ）は、ジャズ・ピアニストの大西順子が1993年に発表したデビュー・アルバム。

## 収録曲
| #         | タイトル                           | 作詞      | 作曲                   | 時間 |
| --------- | ---------------------------------- | --------- | ---------------------- | ---- |
| 1.        | 「ザ・ジャングラー」               | -         | 大西順子               | 7:08 |
| 2.        | 「ロッキン・イン・リズム」         | -         | デューク・エリントン   | 5:49 |
| 3.        | 「B.ラッシュ」                     | -         | 大西順子               | 5:59 |
| 4.        | 「プロスペクト・パーク・ウエスト」 | -         | 大西順子               | 3:23 |
| 5.        | 「ポイント・カウンター・ポイント」 | -         | 大西順子               | 4:54 |
| 6.        | 「ブリリアント・コーナーズ」       | -         | セロニアス・モンク     | 5:10 |
| 7.        | 「ネイチャー・ボーイ」             | -         | エデン・アーベズ       | 8:35 |
| 8.        | 「ブロードウェイ・ブルース」       | -         | オーネット・コールマン | 8:35 |
| 合計時間: | 合計時間:                          | 合計時間: | 51:00                  |      |

## アルバム参加ミュージシャン
- 大西順子 - ピアノ
- 嶋友行 - ベース
- 原大力 - ドラムス

## 制作クレジット
- プロデューサー - 大西順子
- エグゼクティブ・プロデューサー - 行方均

- レコーディング、ミキシング・エンジニア - 飯田益三
- アシスタント・エンジニア - Yoshimitsu Kubota, 中澤智
- マスタリング・エンジニア - 岡崎好雄

- カバー写真 - 宅間國博
- アートディレクション - 多久薫
- A&R ディレクター - 津下佳子
- ライナーノーツ - 藤本史昭

## 受賞歴
- 「スイングジャーナル」誌選定ゴールドディスク
- 「スイングジャーナル」主催第27回（1993年度）ジャズ・ディスク大賞 日本ジャズ賞受賞作品[1]

## リリース日一覧
| 地域 | リリース日     | レーベル                                  | 規格                   | カタログ番号 | 備考                           |
| ---- | -------------- | ----------------------------------------- | ---------------------- | ------------ | ------------------------------ |
| 日本 | 1993年1月20日  | Somethin' Else (東芝EMI)                  | 12cmCD                 | TOCJ-5547    |                                |
| 日本 | 1998年6月6日   | Somethin' Else (東芝EMI)                  | 30cmLP                 | TOJJ-5547    |                                |
| 日本 | 2004年4月1日   | EMIミュージック・ジャパン                 | デジタル・ダウンロード | 94633418653  | mora AAC-LC 320kbps            |
| 日本 | 2004年4月1日   | EMIミュージック・ジャパン                 | デジタル・ダウンロード | A1000031147  | レコチョク                     |
| 日本 | 2004年4月1日   | EMIミュージック・ジャパン                 | デジタル・ダウンロード | B0045XVKUM   | アマゾン mp3                   |
| 日本 | 2004年10月20日 | EMIミュージック・ジャパン                 | デジタル・ダウンロード | 8d6kgx6hh3jp | MSN Music mp3                  |
| 日本 | 2005年8月4日   | EMIミュージック・ジャパン                 | デジタル・ダウンロード | 728261229    | iTunes Store                   |
| 日本 | 2013年7月24日  | Somethin' Else (ユニバーサルミュージック) | 12cmCD                 | TOCJ-95009   | 24ビットリマスタリング、SHM-CD |
| 日本 | 2016年6月22日  | Somethin' Else (ユニバーサルミュージック) | 12cmCD                 | UCCJ-4153    | 24ビットリマスタリング、SHM-CD |
| 日本 | 2018年8月8日   | Somethin' Else (ユニバーサルミュージック) | 12cmCD                 | UCCQ-9368    | 24ビットリマスタリング、SHM-CD |